# Лаухин, Фёдор Иванович
Фёдор Иванович Лаухин (род. 13 февраля 1974) — украинский легкоатлет, специалист по многоборьям. Выступал за сборную Украины по лёгкой атлетике в конце 1990-х — начале 2000-х годов, обладатель серебряной медали Кубка Европы в командном зачёте, победитель и призёр первенств национального значения, участник летних Олимпийских игр в Сиднее.

## Биография
Фёдор Лаухин родился 13 февраля 1974 года. Детство провёл в городе Алексеевка Белгородской области, занимался лёгкой атлетикой в местной детско-юношеской спортивной школе.
В 1996 году окончил Институт физического воспитания и спорта Луганского национального университета.
В 1999 году на Кубке Европы в Праге был пятым в командном зачёте.
Наивысшего успеха в своей спортивной карьере добился в сезоне 2000 года, когда стал чемпионом Украины в десятиборье и вошёл в основной состав украинской национальной сборной. Принимал участие в Кубке Европы по легкоатлетическим многоборьям в Оулу, где вместе со своими соотечественниками Александром Юрковым и Владимиром Михайленко завоевал серебряную медаль в командном зачёте. Благодаря череде удачных выступлений удостоился права защищать честь страны на летних Олимпийских играх в Сиднее — набрал в сумме десятиборья 7652 очка, расположившись в итоговом протоколе соревнований на 23-й строке.
Впоследствии ещё в течение нескольких лет оставался действующим спортсменом и продолжал выступать на различных соревнованиях. Так, в 2003 году вновь одержал победу на чемпионате Украины в десятиборье, стартовал на международных соревнованиях в Будапеште.
После завершения спортивной карьеры работает фитнес-тренером в Киеве.